# 芦田家住宅（旧片岡家別荘）
芦田家住宅（旧片岡家別荘）（あしだけじゅうたく（きゅうかたおかけべっそう））は、京都府福知山市下柳町にある、近代福知山の基盤を築いた片岡家当主である片岡久兵衛の別荘である。主屋が登録有形文化財。登録有形文化財としての登録名は、芦田家住宅（旧片岡家別荘）主屋。

## 建築
1924年（大正14年）に起工、翌年の1925年（大正15年）に竣工された。敷地面積は123㎡であり、堤防の高低差を上手く利用した桟瓦葺き入母屋造りの木造三階建てである。由良川堤防の斜面に面しているため一階は地階の扱いであり、二階にほぼ全ての生活空間が作られている。
また、この建物の特徴として三階には「赤松普請」と呼ばれる座敷があり、赤松をふんだんに使用されている。上質な素材を使用した貴重な住宅の一つであり、この福知山市旧城下町の目印とも言える建造物である。